# FC Tokyo 2004
Questa voce raccoglie le informazioni riguardanti il FC Tokyo nelle competizioni ufficiali della stagione 2004

## Stagione
Svecchiata la rosa in alcuni settori di gioco (lasciò la squadra il capitano Amaral, sostituito da Lucas, mentre fece il suo esordio in rosa Tadanari Lee), il F.C. Tokyo non ottenne particolare riscontro in campionato (dove ottenne l'ottavo posto), ma ebbe modo di affermarsi nelle coppe vincendo la prima Coppa Yamazaki Nabisco e arrivando sino agli ottavi di finale di Coppa dell'Imperatore.

## Divise e sponsor
Il fornitore tecnico Adidas elimina il colore grigio per le seconde divise tornando al bianco, mentre diminuisce la presenza del rosso nelle divise per le gare interne. Viene confermato lo sponsor Eneos
| Manica sinistra · Manica sinistra · Maglietta · Maglietta · Manica destra · Manica destra · Pantaloncini · Pantaloncini · Calzettoni · Calzettoni | Manica sinistra · Manica sinistra · Maglietta · Maglietta · Manica destra · Manica destra · Pantaloncini · Pantaloncini · Calzettoni · Calzettoni | Manica sinistra · Maglietta · Maglietta · Manica destra · Pantaloncini · Pantaloncini · Calzettoni · Calzettoni |  |

## Rosa
| N. |                          | Ruolo | Calciatore        |
| -- | ------------------------ | ----- | ----------------- |
| 1  | Giappone (bandiera)      | P     | Yōichi Doi        |
| 2  | Giappone (bandiera)      | D     | Teruyuki Moniwa   |
| 3  | Brasile (bandiera)       | D     | Jean              |
| 4  | Corea del Sud (bandiera) | C     | Oh Jang-Eun       |
| 5  | Giappone (bandiera)      | D     | Tatsuya Masushima |
| 6  | Giappone (bandiera)      | D     | Yasuyuki Konno    |
| 7  | Giappone (bandiera)      | C     | Satoru Asari      |
| 8  | Giappone (bandiera)      | D     | Ryūji Fujiyama    |
| 9  | Brasile (bandiera)       | A     | Lucas             |
| 10 | Giappone (bandiera)      | C     | Fumitake Miura    |
| 11 | Giappone (bandiera)      | C     | Yoshirō Abe       |
| 13 | Giappone (bandiera)      | A     | Mitsuhiro Toda    |
| 14 | Giappone (bandiera)      | C     | Yuta Baba         |
| 15 | Giappone (bandiera)      | C     | Norio Suzuki      |
| 16 | Giappone (bandiera)      | C     | Masashi Miyazawa  |
| 17 | Giappone (bandiera)      | D     | Jō Kanazawa       |

| N. |                     | Ruolo | Calciatore          |
| -- | ------------------- | ----- | ------------------- |
| 18 | Giappone (bandiera) | C     | Naohiro Ishikawa    |
| 19 | Brasile (bandiera)  | C     | Kelly               |
| 20 | Giappone (bandiera) | D     | Akira Kaji          |
| 21 | Giappone (bandiera) | P     | Taishi Endo         |
| 22 | Giappone (bandiera) | P     | Hitoshi Shiota      |
| 24 | Giappone (bandiera) | C     | Yōhei Kajiyama      |
| 25 | Giappone (bandiera) | A     | Yusuke Kondo        |
| 26 | Giappone (bandiera) | D     | Ryo Nakamura        |
| 27 | Giappone (bandiera) | A     | Tadanari Lee        |
| 28 | Giappone (bandiera) | C     | Keishi Otani        |
| 29 | Giappone (bandiera) | D     | Kazuya Maeda        |
| 30 | Giappone (bandiera) | D     | Takatoshi Matsumoto |
| 31 | Giappone (bandiera) | P     | Kenichi Kondo       |
| 32 | Giappone (bandiera) | D     | Yūhei Tokunaga      |
| 33 | Giappone (bandiera) | C     | Ryōichi Kurisawa    |

## Statistiche

### Statistiche di squadra
| Competizione           | Punti | Totale | Totale | Totale | Totale | Totale | Totale | DR  |
| Competizione           | Punti | G      | V      | N      | P      | Gf     | Gs     | DR  |
| ---------------------- | ----- | ------ | ------ | ------ | ------ | ------ | ------ | --- |
| J. League Division 1   | 41    | 30     | 10     | 11     | 9      | 40     | 41     | -1  |
| Coppa Yamazaki Nabisco | -     | 9      | 6      | 2      | 1      | 18     | 10     | +8  |
| Coppa dell'Imperatore  | -     | 3      | 2      | 0      | 1      | 8      | 5      | +3  |
| Totale                 | -     | 42     | 18     | 13     | 11     | 66     | 56     | +10 |

### Videografia
- FC Tokyo Stars 1999-2008 (FC東京 スターズ 1999-2008?) ASIN B002AR5O7U
- FC Tokyo 2004 Season Review (FC東京 シーズンレビュー2004?) ASIN B0007OE4CE
- 2004 J. League Yamazaki Nabisco Cup (2004 Jリーグヤマザキナビスコカップ総集編 - 初制覇！FC東京カップウィナーズへの軌跡！?) ASIN B0006VL9M6